# 陈国坚
陈国坚，西籍华人，学者、翻译家。广东新会人。
陈国坚1938年12月1日出生于越南堤岸一华人家庭，1948年移居中国广州。 1962年毕业于北京外贸学院即现北京经贸大学西班牙语专业，先在该校、后在广州外语学院教授西语。1980到1981年在墨西哥城墨西哥學院进修。1983年起在广州外语学院任西班牙语副教授，1991年5月被学院学术委员会评为正教授。1991年10月起在西班牙定居, 从事翻译与教学与研究，是西班牙作家艺术家协会会员。2021年7月24日于马德里逝世。
曾发表有关西班牙语言文学的学术论文多篇，翻译出版加尔多斯、莫拉庭、佩·阿·阿拉尔孔等西班牙古典文学作品及拉美文学作品，主编《西班牙语成语词典》（商务印书馆1993年出版），编写《汉西翻译教程》（与赵士钰合作）（外语教学与研究出版社1989年出版）， 编写《西班牙语入门》（广州音像出版社1991年出版），及参加编写《英俄德法西日语文词典研究》（商务印书馆1992年出版），负责撰写其中的第五篇《西语语文词典概观》。 此外还编写过其他西班牙语教材。
多年来一直从事中国诗词的翻译工作。1981年在墨西哥编译出版了第一本诗词"Copa en mano, pregunto a la luna" (《把酒问月》，墨西哥研究院出版)。 从1987 年起在西班牙编译出版中国诗词多本， 计有"Poemas de Tang, edad de oro de la poeía china" (《中国诗歌黄金时代唐代诗歌选》)（1987年,马德里Cátedra出版社出版）, "Poemas de Li Po" （《李白诗选》， 1989年，巴赛罗纳Icaria出版社出版）,  "Poesía  clásica china" (《中国古典诗词》, 2001年，马德里Cátedra出版社出版)，"Poesía china caligrafiada e ilustrada"（《西汉对照书画中国诗词》， 2006 年，马德里Tran出版社出版），"Lo mejor de la poesía amorosa china"(《中国爱情诗歌精华》,2007年，马德里Calambur出版社出版), "Poesía china elemental"(《中国诗词必读》，2008年，马德里Miraguano出版社出版）。 他的书得到多位学术界文学界权威人士，如名诗人Rafael Alberti（阿尔贝蒂）、José Hierro (何塞·耶洛)等的好评，先后有西班牙Manuel Alvar,Valentín García Yebra, José García Nieto, Luis María Anson 等五位皇家学院院士写了七篇书评或序言予以推荐，并受到西班牙媒体的高度重视。